# Nongae

Nongae [noːngɛ] († 1593) war eine der bekanntesten Gisaengs in Korea. Ihre Berühmtheit rührt daher, dass sie während der japanischen Invasion nach der Eroberung der Festung von Jinju einen japanischen General auf eine Felsklippe gelockt und sich dann zusammen mit ihm in den Fluss Nam gestürzt haben soll. 1772 ließ der koreanische König ein Denkmal für sie errichten, an der Stelle, von der man annimmt, dass sie von dort in den Fluss gesprungen sei. Das Denkmal heißt Tapfer-Fels (Uiam 의암 [ɨjam]). Darauf ist eine kurze Beschreibung ihrer Tat eingehauen worden. Er liegt neben dem Pavillon Chokseok ru (촉석루) bei Jinju Gyeongsangnam-do. Mehrere namhafte Dichter haben ihr Gedichte gewidmet.